# Parafomoria liguricella
Parafomoria liguricella là một loài bướm đêm thuộc họ Nepticulidae. Nó được tìm thấy ở the Italian Riviera và the Spanish Mediterranean coast. It is probably also present in Pháp, Bồ Đào Nha và Bắc Phi.
Chiều dài cánh trước là 1.7-1.85 mm đối với con đực và 1.3-2.2 mm đối với con cái. Con trưởng thành bay từ tháng 5 đến tháng 6. Có thể có một lứa một năm.
Ấu trùng ăn Cistus albidus. Chúng ăn lá nơi chúng làm tổ. 